# دانيال ديلاني
دانيال ديلاني (بالإنجليزية: Daniel Delaney)‏ هو صاحب مطعم ومذيع أمريكي، ولد في 1986.

## وصلات خارجية
- الموقع الرسمي